# Tochitură
El tochitură es un estofado popular en Rumania y Moldavia.

## Preparación
El plato se basa típicamente en estofado de ternera o cerdo. Hay dos variaciones principales de la receta, una cocinada con salsa de tomate y otra sin ella. El primero, más común en los restaurantes, está menos ligado a la tradición. La versión más tradicional de tochitură se cocina con manteca de cerdo y, además del guiso, contiene salchichas ahumadas, ajo, y diversos despojos como hígado, pulmón y corazón.

## Acompañamiento
La tochitură se suele servir con huevos, telemea y/o mămăligă (versión rumana de polenta).